# Liste der Municipios im Departamento del Valle del Cauca
Das Departamento del Valle del Cauca im Westen Kolumbiens besteht aus 42 Gemeinden (Municipios). Diese untergliedern sich in einen Gemeindekern (Cabecera Municipal) und das Umland (Resto Rural). Das Umland wiederum wird weiter unterteilt in sogenannte Polizeiinspektionen (Inspecciones de Policía Municipal), kleinere Ämter (Corregimientos), Siedlungszentren (Centros Poblados) und Gehöfte (Caseríos). Im Folgenden verzeichnet sind alle Gemeinden mit ihrer Gesamteinwohnerzahl sowie der Einwohnerzahl für Gemeindekern und Umland aus der Volkszählung des kolumbianischen Statistikamtes DANE aus dem Jahr 2018, hochgerechnet für das Jahr 2022.
| Municipio    | Gesamteinwohnerzahl | Einwohner Gemeindekern | Einwohner Umland |
| ------------ | ------------------- | ---------------------- | ---------------- |
| Alcalá       | 14.477              | 10.765                 | 3.712            |
| Andalucía    | 22.878              | 17.998                 | 4.880            |
| Ansermanuevo | 17.533              | 10.707                 | 6.826            |
| Argelia      | 5.242               | 2.872                  | 2.370            |
| Bolívar      | 15.911              | 4.730                  | 11.181           |
| Buenaventura | 315.743             | 243.075                | 72.668           |
| Buga         | 130.564             | 111.506                | 19.058           |
| Bugalagrande | 24.772              | 13.036                 | 11.736           |
| Caicedonia   | 28.879              | 24.001                 | 4.878            |
| Cali         | 2.280.907           | 2.234.309              | 46.598           |
| Calima       | 18.495              | 11.921                 | 6.574            |
| Candelaria   | 95.413              | 25.632                 | 69.781           |
| Cartago      | 139.026             | 134.409                | 4.617            |
| Dagua        | 49.631              | 11.906                 | 37.725           |
| El Águila    | 8.670               | 2.513                  | 6.157            |
| El Cairo     | 6.588               | 3.228                  | 3.360            |
| El Cerrito   | 57.851              | 37.024                 | 20.827           |
| El Dovio     | 8.724               | 5.544                  | 3.180            |
| Florida      | 58.689              | 41.261                 | 17.428           |
| Ginebra      | 23.340              | 10.831                 | 12.509           |
| Guacarí      | 34.000              | 21.245                 | 12.755           |
| Jamundí      | 169.280             | 132.505                | 36.775           |
| La Cumbre    | 16.716              | 3.247                  | 13.469           |
| La Unión     | 34.933              | 28.092                 | 6.841            |
| La Victoria  | 12.016              | 9.171                  | 2.845            |
| Obando       | 12.193              | 9.286                  | 2.907            |
| Palmira      | 358.806             | 284.508                | 74.298           |
| Pradera      | 48.770              | 42.701                 | 6.069            |
| Restrepo     | 15.496              | 10.430                 | 5.066            |
| Riofrío      | 15.657              | 7.600                  | 8.057            |
| Roldanillo   | 37.248              | 28.575                 | 8.673            |
| San Pedro    | 17.420              | 8.061                  | 9.359            |
| Sevilla      | 41.670              | 31.918                 | 9.752            |
| Toro         | 14.570              | 10.185                 | 4.385            |
| Trujillo     | 19.220              | 9.302                  | 9.918            |
| Tuluá        | 221.604             | 181.107                | 40.497           |
| Ulloa        | 5.449               | 2.567                  | 2.882            |
| Versalles    | 7.037               | 4.192                  | 2.845            |
| Vijes        | 13.046              | 8.304                  | 4.742            |
| Yotoco       | 16.400              | 8.688                  | 7.712            |
| Yumbo        | 111.474             | 96.582                 | 14.892           |
| Zarzal       | 42.940              | 32.831                 | 10.109           |